# Tricleidus

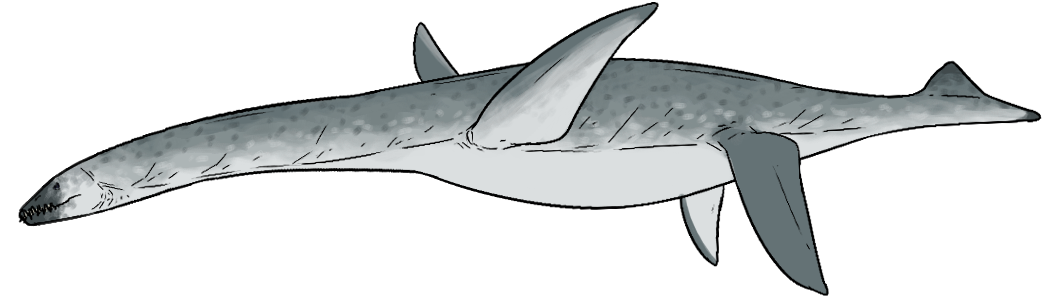
Tricleidus seeleyi.

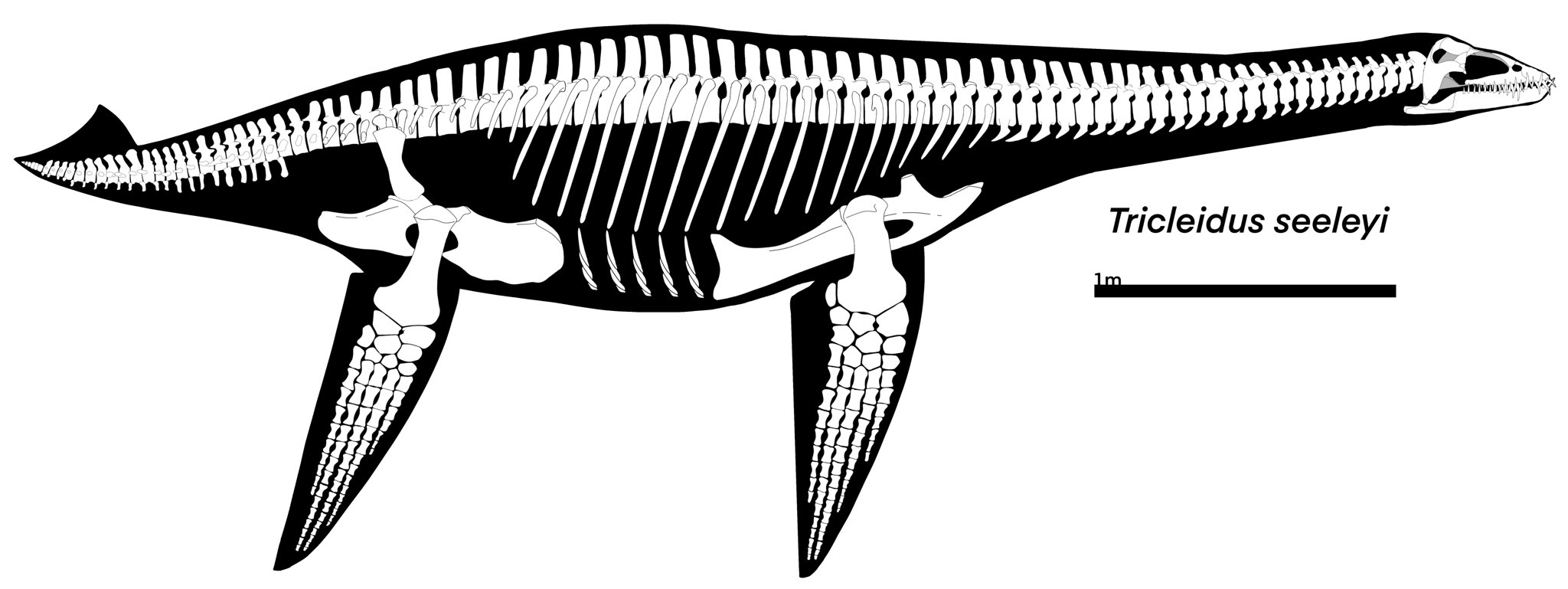
Скелет

Tricleidus (Триклейд)- род завроптеригий плезиозавров. Отностся к семейству Криптоклидиды.
Родовое название (Tricleidus) происходит от греческих слов «tri» — «три», и «kleid» («kleis») — «ключ; ключица» (буквально — «тройная ключица»)
Единственным известным на настоящий момент видом рода является Tricleidus seeleyi.
Впервые Tricleidus seeleyi был описан Эндрюсом в 1909 году на основании образца BMNH R3539, обнаруженном в среднеюрских отложениях Соединённого Королевства, являющимся голотипом.
Триклейд известен по неполному скелету. Он был некрупным плезиозавром с черепом, достигавшим длины в 22 см. Шея состояла из 26 позвонков. Череп походил на криптоклида, но у него более короткие челюсти и более высокая дорсалньая сторона. Зубы конические, острые, их количество было небольшим. На них находились многочисленные продольные борозды.
Как и все представители отряда плезиозавров, триклейд был водным хищником.

Сравнение tricleidus seeleyi с человеком

|  | Это заготовка статьи по палеонтологии. Помогите Википедии, дополнив её. |

1. ↑  Криптоклидиды
2. ↑  Триклейд. Вымершие животные вики. Дата обращения: 3 ноября 2024. Архивировано 10 декабря 2024 года.
3. ↑  Maurice G. Mehl. Muraenosaurus? Reedii, Sp. Nov. and Tricleidus? Laramiensis Knight, American Jurassic Plesiosaurs // The Journal of Geology. — 1912-05. — Т. 20, вып. 4. — С. 344–352. — ISSN 0022-1376. — doi:10.1086/621972.
4. ↑  Триклейд. Вымершие животные вики. Дата обращения: 3 ноября 2024. Архивировано 10 декабря 2024 года.